# 12e bataillon parachutiste de choc
Le 12e bataillon parachutiste de choc était une unité d'élite parachutiste de l'armée de terre française.

## Création et différentes dénominations
- 1er octobre 1955 : création. Il forme avec le 11e BPC le groupement de marche de la 11e demi-brigade de parachutistes de choc (11e DBPC).
- 30 avril 1957 : dissolution. Il est remplacé au sein de la 11e DBPC par le 1er BPC recréé.

## Historique des garnisons, campagnes et batailles
- Calvi et Corte.

## Traditions
Les traditions du 12e BPC sont reprises par le Centre parachutiste d'entraînement aux opérations maritimes de Quelern et le CPES de Cercottes.

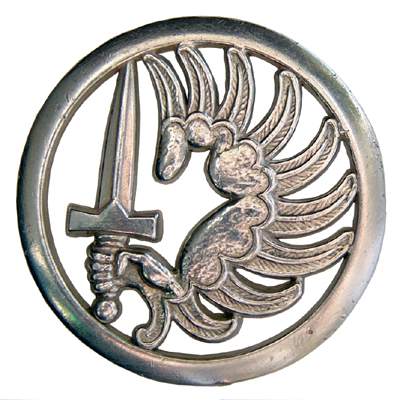
Insigne de béret parachutiste.
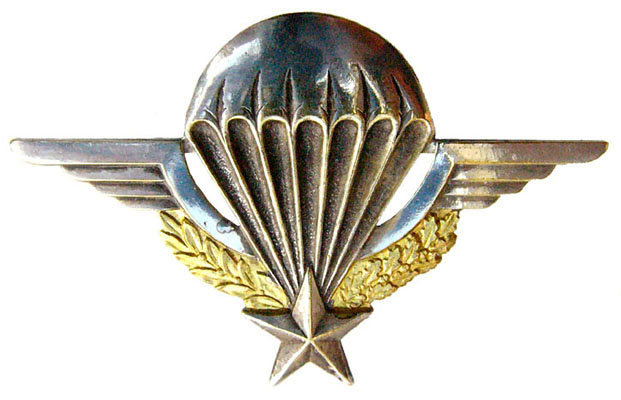
Brevet parachutiste de l'armée française.